# Наукометрія
Наукоме́трія (англ. Scientometrics) — галузь наукознавства, що займається статистичними дослідженнями структури та динаміки масивів і потоків наукової інформації.

## Історія
Поява наукометрії стала наслідком експоненціального зростання обсягів наукового контенту в середині XX століття, коли було звернуто увагу на зміну характеру наукових досліджень — наукові співробітники змушені витрачати майже 50 % свого робочого часу на інформаційну діяльність.

## Завдання наукометрії
В основному завдання наукометрії вирішуються спеціалізованими інститутами та інформаційними службами. Однак для приватних пошукових завдань реального користувача можна вибрати деякі методи, що дозволяють йому точніше орієнтуватися в інформаційному полі своєї предметної області. З безлічі вивчених і випробуваних наукометричних методів для вирішення інформаційних завдань користувача найбільш підходять такі методи: статистичний, підрахунку кількості публікацій, цитат-індекс. Крім того, є термінологічна плутанина — ідентична суть описується різними поняттями. За останні десятиліття наукознавці так і не навчилися формалізовано доводити рівні оцінок продуктивності наукової діяльності, навіть з використанням системного аналізу. Поява нових напрямів кількісного наукознавства (кіберметрії, вебометрії, політикометрії та ін.) покликана виконати цю функцію.
Статистичний метод використовує такі вимірники, як кількість учених, журналів, замовлень на річні комплекти журналів у бібліотеках та інформаційних центрах. У його складі виділяються тимчасові динамічні залежності і стаціонарні розподіли. Тимчасова динаміка кількості журналів припускає використання двох індикаторів: кількість журналів і задані проміжки часу. Причому з двох задіяних розподілом індикаторів лише один (кількість журналів) є в повному розумінні індикатором (вимірником). Саме його значення відкладається по осі абсцис. Тимчасова динаміка кількості співавторів в бібліометричному аналізі використовує як основний індикатор: статті в цілому, написані декількома авторами; частку робіт з 1, 2, 3, 4 і більше авторами; середня кількість авторів статей. Значення феномена співавторства для інформаційного пошуку полягає в тому, що продуктивність і співавторство корелюють між собою. Це дозволяє виділити ядро найактивніших дослідників, кількість яких, як правило, невелика, і велика кількість авторів, які співпрацюють у невеликій кількості статей. Розподіл журналів за кількістю запитів на них у бібліотеках та інформаційних центрах значною мірою відображає їхню актуальність і може бути використано при формуванні бібліотечного фонду. Але для користувача в самостійному інформаційному пошуку більш необхідно оцінювати публікації, розміщені в різних журналах.
При розподілі журналів за кількістю релевантних (відповідних інформаційної задачі користувача) публікацій як основний індикатор може використовуватися кількість цих публікацій. Цей розподіл можна використовувати при організації самоінформації, тобто при виділенні «ядра» журналів, які повинен переглядати сам користувач. Розподіл середнього обсягу статей за авторами, окремими напрямками, авторами і організаціями (науковими або проектними), регіонами, доцільно проводити в табличному варіанті через багатофакторні індикатори. Таким чином, в методі підрахунку публікації вимірником є кількість наукових продуктів (книг, статей, звітів та ін.), що об'єднуються загальним терміном — «публікація».
Хоча наукометричний індикатор «кількість наукових публікацій» розроблений краще за інших, в конкретних випадках його застосування необхідно встановлювати формалізовану процедуру «зважування» публікацій різних типів та окремих публікацій. Такий вимірювач відкриває низку цікавих практичних можливостей в бібліометрії, так як в загальному випадку крива зростання кількості публікацій мають різноманітний вид. Вони дозволяють судити про актуальність і перспективність даного наукового напрямку і сприяють раціональнішому передпроектному опонуванню наукової діяльності саме на стадії планування своєї роботи, вибору актуальної теми свого майбутнього дослідження.
Розподіл вчених за кількістю публікацій дозволяє не тільки виявити продуктивність, але й визначити ранг вченого, і, отже, його значимість. Це допомагає обґрунтувати включення робіт даного дослідника в список літератури свого дисертаційного дослідження. Розподіл публікацій за науковими напрямками для різних країн дає можливість отримати уявлення про відносний рівень розвиненості окремих галузей науки в країнах, що може бути використане при виробленні рішення про вивчення публікацій тієї чи іншої країни в рамках своєї дослідницької роботи.
Метод цитат-індексу базується на обов'язковості посилань у наукових публікаціях; в його основі лежить наукометричний індикатор — кількість посилань. Цей метод використовується для вимірювання параметрів науки і продукту праці вченого — наукової публікації. Перспективи розвитку методу цитат-індексу більшою мірою пов'язані з розвитком мереж цитування. Використання стаціонарних розподілів даного методу необхідні швидше для фахівців інформаційних служб і бібліотек, ніж самим користувачам. Однак і користувач у власних інтересах може проводити дослідження розподілу журналів, розподілу наукових установ і вчених за їх цитованістю та ін.
Розподіл журналів з їх цитованістю можливо в декількох варіантах. Одним з них є розподіл журналів за кількістю посилань на них. Іншим — розподіл журналів за кількістю посилань на них, поділеній на кількість розміщених у цих журналах публікацій. Кількість посилань тільки один з індикаторів індивідуального внеску вченого в науку. Необхідний облік та інших індикаторів вкладу вчених, а також результатів опорних досліджень по зв'язку цих індикаторів з прихованою змінною. При розподілі публікацій за кількістю посилань в них виникає потенційне зниження кількості публікацій у міру збільшення кількості розміщених в них посилань. Саме ці публікації можуть дати повніше уявлення про стан певного наукового напрямку при проведенні інформаційно-пошукових робіт.

## Наукометричні бази даних
За версією Open Science in Ukraine всі наукометричні бази даних можна класифікувати за складністю реєстрації на три категорії: А, В, С.
- «КАТЕГОРІЯ A». ЛЕГКА РЕЄСТРАЦІЯ. Це бази-каталоги наукових журналів, які порівняно швидко розглянуть заявку редакції на реєстрацію. Крім того, багато з подібних баз мають тенденцію самостійно експортувати метадані наукових журналів з інших баз, архівів, сховищ тощо., Що створює ефект «снігової кулі», широко поширюючи відомості про журнал в мережі Інтернет. Бази даних категорії «А»:
  - Universe Impact Factor,
  - Global Imapct Factor,
  - CiteFactor,
  - Sindexs,
  - Ukrainian scientific journals,
  - General Impact Factor,
  - Electronic Journals Library(інші мови),
  - MIAR 2015 року,
  - Cosmos impact factor та ін.

- «КАТЕГОРІЯ B». РЕЄСТРАЦІЯ СЕРЕДНЬОЇ СКЛАДНОСТІ. Це більш вимогливі бази даних, які, як правило, мають свої алгоритми розрахунку Impact factor, а також побудовані на ньому рейтинги. Терміни розгляду заявок в даних базах коливаються від 1 місяця до півроку або навіть 1 року. Реєстрація в базах робить журнал авторитетним в очах широкого кола наукової громадськості, а індексація в деяких з них служить своєрідною «сходинкою» перед початком індексації в Scopus і Web of Science. Бази даних категорії «В»:
  - Index Copernicus,
  - Open Academic Journals Index(інші мови),
  - E-Library, DOAJ,
  - UlrichsWeb,
  - EBSCOhost,
  - National Library of Ukraine Vernadsky та ін.

- «КАТЕГОРІЯ C». СКЛАДНА РЕЄСТРАЦІЯ. Це наукометричні бази даних Scopus і Web of Science — найвпливовіші наукометричні бази даних, реєстрація в яких може стати результатом багатьох років кропіткої роботи по поліпшенню якості наукових статей, підвищенню рівня інтеграції журналу і його авторів в світове дослідницьке співтовариство, застосування численних стандартів оформлення наукової інформації. Модерація журналів тут найсуворіша, а вимоги найжорсткіші. Заявки розглядаються більше року або протягом декількох років. Індексація в цих базах свідчить про найвищий визнання журналу в науковому середовищі.